# Großer Preis von Deutschland 1994
Der Große Preis von Deutschland 1994 (offiziell Großer Mobil 1 Preis von Deutschland) fand am 31. Juli auf dem Hockenheimring in Hockenheim statt und war das neunte Rennen der Formel-1-Weltmeisterschaft 1994.

## Berichte

### Hintergrund
Nach dem Großen Preis von Großbritannien führte Michael Schumacher in der Fahrerwertung mit 27 Punkten vor Damon Hill und mit 47 Punkten vor Jean Alesi. In der Konstrukteurswertung führte Benetton-Ford mit 24 Punkten vor Williams-Renault und mit 25 Punkten vor Ferrari.
Mit Michele Alboreto (einmal) trat ein ehemaliger Sieger zu diesem Grand Prix an. Alboreto siegte bei diesem Grand Prix allerdings auf dem Nürburgring, sodass kein antretender Fahrer zuvor auf dem Hockenheimring gewann.

### Training
Im ersten freien Training fuhr Hill die Bestzeit vor Schumacher und Gerhard Berger. Das zweite freie Training beendete Alesi als Schnellster gefolgt von David Coulthard und Hill.

### Qualifying
Es gab zwei Qualifikationstrainings, jeweils eines am Freitag und eins am Samstag. Der Großteil der Fahrer fuhr am Samstag seine Bestzeit. Die Pole-Position sicherte sich dabei Berger vor Alesi und Hill. Beide Pacific-Ilmor scheiterten wiederholt an der Qualifikation.

### Rennen
Das Rennen zeichnete sich durch eine hohe Ausfallrate aus, mit elf Ausfällen in der ersten Runde. Innerhalb von zehn Sekunden nach dem Start gerieten Alessandro Zanardi und Andrea de Cesaris ans Ende des Feldes und schalteten sowohl Alboreto als auch Pierluigi Martini aus, bevor sie überhaupt die erste Kurve erreichten. Mika Häkkinen und Coulthard gerieten dann in der ersten Kurve in Konflikt, wobei der Finne vor einer Gruppe von Autos in die Wand außerhalb der Rennstrecke rutschte, während der Schotte weiter an die Box fuhr, um seinen Frontflügel auszutauschen. Mark Blundell bremste hart, um dem McLaren auszuweichen, wurde dann aber von hinten von Eddie Irvine getroffen, während Rubens Barrichello und Heinz-Harald Frentzen nur auf dem Kiesweg ausweichen konnten. Barrichello schied auf der Stelle aus, doch Frentzen stoppte gegen Ende der Runde mit gebrochener Aufhängung und einem geplatzten Reifen. Im Gemenge hinter diesem Vorfall gerieten Johnny Herbert und Martin Brundle in Konflikt, der McLaren drehte sich um und der Lotus schied später in der Runde mit einer gebrochenen Vorderradaufhängung aus. Auch Hill beschädigte bei einem Kontakt mit Ukyō Katayama in der ersten Runde seine Aufhängung und lag zusammen mit einem sehr langen Boxenstopp für den Rest des Rennens außerhalb der Punkteränge. Dieses Ergebnis hatte für Hill am Ende der Saison erhebliche Konsequenzen.
In der Zwischenzeit war Alesi unversehrt davongekommen und hatte sich als Zweiter qualifiziert, nur dass sein Ferrari auf der Fahrt zur ersten Schikane mit elektrischen Problemen stehen blieb. Es war ein schlechtes Wochenende für das Benetton-Team. Nach dem Chaos in der ersten Runde nahm Schumacher es mit dem führenden Ferrari von Berger auf, schied aber aufgrund von Motorproblemen sehr schnell aus. Auch Benetton-Pilot Jos Verstappen kam an die Box: Beim Tanken wurde versehentlich etwas Kraftstoff auf die heiße Karosserie des Autos gespritzt, und wenige Sekunden später entzündete sich der Kraftstoff und Verstappens Auto wurde von einem Flammenball verschlungen. Der Niederländer kam mit Verbrennungen um die Augen davon, da er beim Boxenstopp sein Visier hochgehalten hatte. Es wurden keine weiteren Besatzungsmitglieder oder Personen schwer verletzt. Abgesehen davon, dass Ferrari sein erstes und einziges Rennen der Formel-1-Saison 1994 gewann, verlief das Rennen besonders gut für Ligier: Olivier Panis wurde Zweiter und Éric Bernard wurde Dritter.
In der Fahrerwertung blieb Schumacher vor Hill, Dritter war nun wieder Berger. In der Konstrukteurswertung blieb Benetton-Ford in Führung, dahinter überholte Ferrari Williams-Renault für den zweiten Platz.

## Meldeliste
| Team                      | Nr. | Fahrer                | Chassis        | Motor                 | Reifen |
| ------------------------- | --- | --------------------- | -------------- | --------------------- | ------ |
| Rothmans Williams Renault | 0   | Damon Hill            | Williams FW16  | Renault 3.5 V10       | G      |
| Rothmans Williams Renault | 02  | David Coulthard       | Williams FW16  | Renault 3.5 V10       | G      |
| Tyrrell                   | 03  | Ukyō Katayama         | Tyrrell 022    | Yamaha 3.5 V10        | G      |
| Tyrrell                   | 04  | Mark Blundell         | Tyrrell 022    | Yamaha 3.5 V10        | G      |
| Mild Seven Benetton Ford  | 05  | Michael Schumacher    | Benetton B194  | Ford Zetec-R 3.5 V8   | G      |
| Mild Seven Benetton Ford  | 06  | Jos Verstappen        | Benetton B194  | Ford Zetec-R 3.5 V8   | G      |
| Marlboro McLaren Peugeot  | 07  | Mika Häkkinen         | McLaren MP4/9  | Peugeot 3.5 V10       | G      |
| Marlboro McLaren Peugeot  | 08  | Martin Brundle        | McLaren MP4/9  | Peugeot 3.5 V10       | G      |
| Footwork Ford             | 09  | Christian Fittipaldi  | Footwork FA15  | Ford HB 3.5 V8        | G      |
| Footwork Ford             | 10  | Gianni Morbidelli     | Footwork FA15  | Ford HB 3.5 V8        | G      |
| Team Lotus                | 11  | Alessandro Zanardi    | Lotus 107C     | Mugen-Honda 3.5 V10   | G      |
| Team Lotus                | 12  | Johnny Herbert        | Lotus 107C     | Mugen-Honda 3.5 V10   | G      |
| Sasol Jordan              | 14  | Rubens Barrichello    | Jordan 194     | Hart 3.5 V10          | G      |
| Sasol Jordan              | 15  | Eddie Irvine          | Jordan 194     | Hart 3.5 V10          | G      |
| Tourtel Larrousse F1      | 19  | Olivier Beretta       | Larrousse LH94 | Ford HB 3.5 V8        | G      |
| Tourtel Larrousse F1      | 20  | Érik Comas            | Larrousse LH94 | Ford HB 3.5 V8        | G      |
| Minardi Scuderia Italia   | 23  | Pierluigi Martini     | Minardi M193B  | Ford HB 3.5 V8        | G      |
| Minardi Scuderia Italia   | 24  | Michele Alboreto      | Minardi M193B  | Ford HB 3.5 V8        | G      |
| Ligier Gitanes Blondes    | 25  | Éric Bernard          | Ligier JS39B   | Renault 3.5 V10       | G      |
| Ligier Gitanes Blondes    | 26  | Olivier Panis         | Ligier JS39B   | Renault 3.5 V10       | G      |
| Scuderia Ferrari SpA      | 27  | Jean Alesi            | Ferrari 412T1  | Ferrari 3.5 V12       | G      |
| Scuderia Ferrari SpA      | 28  | Gerhard Berger        | Ferrari 412T1  | Ferrari 3.5 V12       | G      |
| Broker Sauber Mercedes    | 29  | Andrea de Cesaris     | Sauber C13     | Mercedes-Benz 3.5 V10 | G      |
| Broker Sauber Mercedes    | 30  | Heinz-Harald Frentzen | Sauber C13     | Mercedes-Benz 3.5 V10 | G      |
| MTV Simtek Ford           | 31  | David Brabham         | Simtek S941    | Ford HB 3.5 V8        | G      |
| MTV Simtek Ford           | 32  | Jean-Marc Gounon      | Simtek S941    | Ford HB 3.5 V8        | G      |
| Pacific Grand Prix Ltd    | 33  | Paul Belmondo         | Pacific PR01   | Ilmor 3.5 V10         | G      |
| Pacific Grand Prix Ltd    | 34  | Bertrand Gachot       | Pacific PR01   | Ilmor 3.5 V10         | G      |

### Qualifying
| Pos. | Fahrer                | Konstrukteur      | Q1        | Q2       | Start |
| ---- | --------------------- | ----------------- | --------- | -------- | ----- |
| 01   | Gerhard Berger        | Ferrari           | 1:44,616  | 1:43,582 | 01    |
| 02   | Jean Alesi            | Ferrari           | 1:45,272  | 1:44,012 | 02    |
| 03   | Damon Hill            | Williams-Renault  | 1:44,026  | 1:44,131 | 03    |
| 04   | Michael Schumacher    | Benetton-Ford     | 1:44,875  | 1:44,268 | 04    |
| 05   | Ukyō Katayama         | Tyrrell-Yamaha    | 1:46,534  | 1:44,718 | 05    |
| 06   | David Coulthard       | Williams-Renault  | 1:45,477  | 1:45,146 | 06    |
| 07   | Mark Blundell         | Tyrrell-Yamaha    | 1:45,814  | 1:45,474 | 07    |
| 08   | Mika Häkkinen         | McLaren-Peugeot   | 1:45,487  | 1:45,878 | 08    |
| 09   | Heinz-Harald Frentzen | Sauber-Mercedes   | 1:46,488  | 1:45,893 | 09    |
| 10   | Eddie Irvine          | Jordan-Hart       | 1:45,911  | 1:45,942 | 10    |
| 11   | Rubens Barrichello    | Jordan-Hart       | 1:45,962  | 1:45,939 | 11    |
| 12   | Olivier Panis         | Ligier-Renault    | 1:47,925  | 1:46,185 | 12    |
| 13   | Martin Brundle        | McLaren-Peugeot   | 1:46,644  | 1:46,218 | 13    |
| 14   | Éric Bernard          | Ligier-Renault    | 1:47,531  | 1:46,290 | 14    |
| 15   | Johnny Herbert        | Lotus-Mugen-Honda | 1:48,621  | 1:46,630 | 15    |
| 16   | Gianni Morbidelli     | Footwork-Ford     | 1:47,814  | 1:46,817 | 16    |
| 17   | Christian Fittipaldi  | Footwork-Ford     | 1:47,150  | 1:47,102 | 17    |
| 18   | Andrea de Cesaris     | Sauber-Mercedes   | 1:47,745  | 1:47,235 | 18    |
| 19   | Jos Verstappen        | Benetton-Ford     | 40:34,496 | 1:47,316 | 19    |
| 20   | Pierluigi Martini     | Minardi-Ford      | 1:47,831  | 1:47,402 | 20    |
| 21   | Alessandro Zanardi    | Lotus-Mugen-Honda | 1:47,678  | 1:47,425 | 21    |
| 22   | Érik Comas            | Larrousse-Ford    | 1:48,770  | 1:48,229 | 22    |
| 23   | Michele Alboreto      | Minardi-Ford      | 1:48,402  | 1:48,295 | 23    |
| 24   | Olivier Beretta       | Larrousse-Ford    | 1:48,681  | 1:48,875 | 24    |
| 25   | David Brabham         | Simtek-Ford       | 1:50,685  | 1:48,870 | 25    |
| 26   | Jean-Marc Gounon      | Simtek-Ford       | 1:50,361  | 1:49,204 | 26    |
| DNQ  | Bertrand Gachot       | Pacific-Ilmor     | 1:51,916  | 1:51,122 | –     |
| DNQ  | Paul Belmondo         | Pacific-Ilmor     | 1:52,839  | 1:51,292 | –     |

## Rennen
| Pos. | Fahrer                | Konstrukteur      | Runden | Stopps | Zeit        | Start | Schnellste Runde |
| ---- | --------------------- | ----------------- | ------ | ------ | ----------- | ----- | ---------------- |
| 01   | Gerhard Berger        | Ferrari           | 45     | 0      | 1:22:37,275 | 01    | 1:47,544 (12.)   |
| 02   | Olivier Panis         | Ligier-Renault    | 45     | 1      | + 54,779    | 12    | 1:49,253 (11.)   |
| 03   | Éric Bernard          | Ligier-Renault    | 45     | 1      | + 1:05,042  | 14    | 1:49,459 (08.)   |
| 04   | Christian Fittipaldi  | Footwork-Ford     | 45     | 1      | + 1:21,609  | 14    | 1:49,982 (13.)   |
| 05   | Gianni Morbidelli     | Footwork-Ford     | 45     | 2      | + 1:30,544  | 17    | 1:49,981 (12.)   |
| 06   | Érik Comas            | Larrousse-Ford    | 45     | 1      | + 1:45,445  | 22    | 1:50,409 (09.)   |
| 07   | Olivier Beretta       | Larrousse-Ford    | 44     | 1      | + 1 Runde   | 24    | 1:50,466 (12.)   |
| 08   | Damon Hill            | Williams-Renault  | 44     | 2      | + 1 Runde   | 03    | 1:46,303 (09.)   |
| –    | Jean-Marc Gounon      | Simtek-Ford       | 39     | 1      | DNF         | 26    | 1:52,023 (17.)   |
| –    | David Brabham         | Simtek-Ford       | 37     | 1      | DNF         | 25    | 1:52,364 (18.)   |
| –    | Michael Schumacher    | Benetton-Ford     | 20     | 1      | DNF         | 04    | 1:47,103 (17.)   |
| –    | Martin Brundle        | McLaren-Peugeot   | 19     | 1      | DNF         | 13    | 1:48,329 (11.)   |
| –    | David Coulthard       | Williams-Renault  | 17     | 2      | DNF         | 06    | 1:46,211 (11.)   |
| –    | Jos Verstappen        | Benetton-Ford     | 15     | 0      | DNF         | 19    | 1:49,219 (12.)   |
| –    | Ukyō Katayama         | Tyrrell-Yamaha    | 5      | 0      | DNF         | 05    | 1:49,966 (04.)   |
| –    | Jean Alesi            | Ferrari           | 0      | 0      | DNF         | 02    | –                |
| –    | Mark Blundell         | Tyrrell-Yamaha    | 0      | 0      | DNF         | 07    | –                |
| –    | Mika Häkkinen         | McLaren-Peugeot   | 0      | 0      | DNF         | 08    | –                |
| –    | Heinz-Harald Frentzen | Sauber-Mercedes   | 0      | 0      | DNF         | 09    | –                |
| –    | Eddie Irvine          | Jordan-Hart       | 0      | 0      | DNF         | 10    | –                |
| –    | Rubens Barrichello    | Jordan-Hart       | 0      | 0      | DNF         | 11    | –                |
| –    | Johnny Herbert        | Lotus-Mugen-Honda | 0      | 0      | DNF         | 15    | –                |
| –    | Andrea de Cesaris     | Sauber-Mercedes   | 0      | 0      | DNF         | 18    | –                |
| –    | Pierluigi Martini     | Minardi-Ford      | 0      | 0      | DNF         | 20    | –                |
| –    | Alessandro Zanardi    | Lotus-Mugen-Honda | 0      | 0      | DNF         | 21    | –                |
| –    | Michele Alboreto      | Minardi-Ford      | 0      | 0      | DNF         | 23    | –                |

## WM-Stände nach dem Rennen
Die ersten sechs Fahrer jedes Rennens bekamen 10, 6, 4, 3, 2 bzw. 1 Punkt(e).

### Fahrerwertung
| Pos. | Fahrer                | Konstrukteur                  | Punkte |
| ---- | --------------------- | ----------------------------- | ------ |
| 01   | Michael Schumacher    | Benetton-Ford                 | 66     |
| 02   | Damon Hill            | Williams-Renault              | 39     |
| 03   | Gerhard Berger        | Ferrari                       | 27     |
| 04   | Jean Alesi            | Ferrari                       | 19     |
| 05   | Rubens Barrichello    | Jordan-Hart                   | 10     |
| 06   | Mika Häkkinen         | McLaren-Peugeot               | 8      |
| 07   | Olivier Panis         | Ligier-Renault                | 6      |
| 08   | Nicola Larini         | Ferrari                       | 6      |
| 09   | Christian Fittipaldi  | Footwork-Ford                 | 6      |
| 10   | Martin Brundle        | McLaren-Peugeot               | 6      |
| 11   | Heinz-Harald Frentzen | Sauber-Mercedes               | 5      |
| 12   | Ukyō Katayama         | Tyrrell-Yamaha                | 5      |
| 13   | Éric Bernard          | Ligier-Renault                | 4      |
| 14   | Karl Wendlinger       | Sauber-Mercedes               | 4      |
| 15   | Mark Blundell         | Tyrrell-Yamaha                | 4      |
| 16   | Pierluigi Martini     | Minardi-Ford                  | 4      |
| 17   | Andrea de Cesaris     | Jordan-Hart / Sauber-Mercedes | 4      |
| 18   | David Coulthard       | Williams-Renault              | 4      |

| Pos. | Fahrer              | Konstrukteur      | Punkte |
| ---- | ------------------- | ----------------- | ------ |
| 19   | Gianni Morbidelli   | Footwork-Ford     | 2      |
| 20   | Érik Comas          | Larrousse-Ford    | 2      |
| 21   | Michele Alboreto    | Minardi-Ford      | 1      |
| 22   | Eddie Irvine        | Jordan-Hart       | 1      |
| 23   | JJ Lehto            | Benetton-Ford     | 1      |
| 24   | Johnny Herbert      | Lotus-Mugen-Honda | 0      |
| 25   | Olivier Beretta     | Larrousse-Ford    | 0      |
| 26   | Pedro Lamy          | Lotus-Mugen-Honda | 0      |
| 25   | Jos Verstappen      | Benetton-Ford     | 0      |
| 29   | Alessandro Zanardi  | Lotus-Mugen-Honda | 0      |
| 30   | Jean-Marc Gounon    | Simtek-Ford       | 0      |
| 30   | David Brabham       | Simtek-Ford       | 0      |
| 31   | Roland Ratzenberger | Simtek-Ford       | 0      |
| –    | Bertrand Gachot     | Pacific-Ilmor     | 0      |
| –    | Ayrton Senna        | Williams-Renault  | 0      |
| –    | Paul Belmondo       | Pacific-Ilmor     | 0      |
| –    | Aguri Suzuki        | Jordan-Hart       | 0      |
| –    | Nigel Mansell       | Williams-Renault  | 0      |

### Konstrukteurswertung
| Pos. | Konstrukteur     | Punkte |
| ---- | ---------------- | ------ |
| 01   | Benetton-Ford    | 67     |
| 02   | Ferrari          | 52     |
| 03   | Williams-Renault | 43     |
| 04   | McLaren-Peugeot  | 14     |
| 05   | Jordan-Hart      | 14     |
| 06   | Sauber-Mercedes  | 10     |
| 07   | Ligier-Renault   | 10     |

| Pos. | Konstrukteur      | Punkte |
| ---- | ----------------- | ------ |
| 08   | Tyrrell-Yamaha    | 9      |
| 09   | Footwork-Ford     | 8      |
| 10   | Minardi-Ford      | 5      |
| 11   | Larrousse-Ford    | 2      |
| 12   | Lotus-Mugen-Honda | 0      |
| 13   | Simtek-Ford       | 0      |
| –    | Pacific-Ilmor     | 0      |